# John Hern
John Hern (também Herne) DD (falecido em 24 de abril de 1707) foi um cónego de Windsor de 1690 a 1707.

## Carreira
Ele foi educado no Clare College, Cambridge, onde se formou BA em 1677, MA em 1680 e DD em 1690.
Ele foi nomeado:
- Reitor de East Woodhay, Hampshire 1691-1707
- Reitor de East Shefford, Berkshire 1694-1707

Ele foi nomeado para a quinta bancada na Capela de São Jorge, Castelo de Windsor, em 1690, e ocupou essa posição até morrer em 1707.